# بنطال ركوب خيل
بنطال ركوب الخيل (بالإنجليزية: Jodhpurs)‏ هو بنطال يرتديه ممارسو رياضة ركوب الخيل، و قد جاء الاسم الإنجليزي (جودبورز) من اسم قرية جودبور الهندية، حيث أن هذا البنطال كان يرتديه في البداية الضباط الإنجليز وكانوا يستوردونه من الهند.